# Бенедек, Людвиг Август фон
Людвиг (Лайош) Август фон Бенедек  (1804—1881) — австрийский военачальник, фельдцейхмейстер (1859).

## Биография
Сын врача, окончил Терезианскую военную академию в Винер-Нойштадте и в 1822 году поступил в чине фенриха на австрийскую военную службу. В 1833 году был причислен к Генеральному штабу, в 1835 году получил чин капитана, с 1840 года — майор и адъютант главнокомандующего в Галиции, с 1843 года — подполковник, с 1846 года — полковник.
В 1846 году принял участие в подавлении восстания в польских владениях Австрийской империи, заслужил Рыцарский крест ордена Леопольда. В 1847 годе назначен командиром пехотного полка Ференца Дьюлаи в Италии.

## Войны в Италии
С началом восстания в Италии в 1848 году присоединился со своим полком к основной армии фельдмаршала Радецкого.  Далее получил под своё начало бригаду, с которой с отличием участвовал в кампании 1848 года. Заслужил Рыцарский крест ордена Марии Терезии.
В походе 1849 года отличился при взятии Мортары (21 марта) и в битве при Новаре (23 марта). Получил от своего командира дивизии, эрцгерцога Альбрехта, шпагу его отца генералиссимуса эрцгерцога Карла. 3 апреля получил звание генерал-майора и назначен начальником штаба 2-й Итальянской армии.
В то же 1849 году принял участие в подавлении Венгерского восстания, был ранен и вернулся в Италию. В 1852 году получил чин фельдмаршал-лейтенанта. В феврале 1857 принял под своё начало II корпус, в марте — IV корпус, в апреле — VIII корпус, с которым участвовал в войне против Франции и Сардинии 1859 года. С отличием сражался при Сольферино, отбросил противника до Сан-Мартино, но в целом сражение оказалось неудачным для австрийцев. Несмотря на поражение в войне заслужил Командорский крест ордена Марии Терезии. 27 ноября 1859 года получил звание фельдцейхмейстера. Многие города, в том числе Вена, сделали его своим почётным гражданином.
По окончании войны, 30 января 1860 года назначен начальником Генерального штаба Австрийской империи, 19 апреля — гражданским губернатором и главнокомандующим в Венгрии, а 20 октября — главнокомандующим в Италии и Альпийских владениях. В 1861 году стал членом палаты господ в рейхсрате, в 1862 году получил Большой крест ордена Леопольда.

## Война с Пруссией 1866 года
Благодаря своей репутации с началом войны с Пруссией назначен главнокомандующим Северной армией в Богемии. Считал австрийскую армию неготовой к войне со столь серьёзным противником, не знал ни войск, ни театра военных действий. После неудачных столкновений при Скалице и Траутенау,  1 июля 1866 года просил депешей императора Франца Иосифа I заключить мир с Пруссией.
3 июля 1866 года наголову разбит при Садовой (Кёниггреце), после чего умелым манёвром спас остатки армии от окончательного разгрома. После поражения был заменён на посту главнокомандующего Северной армией эрцгерцогом Альбрехтом. Вместе с некоторыми другими генералами предан суду, однако начатое было следствие было прекращено указом императора. Главным требованием при прекращении судебного преследования было молчание об обстоятельствах поражения. Удалился в Грац, где умер в 1881 году.

## Награды
- Военный орден Марии Терезии, командорский крест (1859)
- Военный орден Марии Терезии, рыцарский крест (1848)
- Австрийский орден Леопольда, большой крест (1862)
- Австрийский орден Леопольда, командорский крест (1848)
- Австрийский орден Леопольда, рыцарский крест (1846)
- Крест «За военные заслуги» 3-й степени (1849)
- Военная медаль
- Орден Богоматери Гваделупской (Мексиканская империя)